# Iter-Pisa
Iter-Pisa, que significa <<Su mando está superando>>, ca. 1769–1767  a.  C. (cronología corta) o ca. 1833–1831  a.  C. (cronología media), fue el duodécimo rey de la 1ª dinastía de Isin. La Lista Real Sumeriadice que <<el divino Iter-piša gobernó durante 4 años>>, mientras que la Lista del rey Ur-Isin da un reinado de 3 años.

## Biografía
Fue contemporáneo de Warad-Sin (ca. 1770-1758  a.  C.), rey de Larsa, cuyo hermano y sucesor, Rim-Sin I, derrocaría a la dinastía, poniendo fin a la dura rivalidad entre ambas ciudades, 40 años más tarde. Sólo se le conoce por las listas de reyes y los nombre de año.
Una carta de Iter-piša a una deidad fue encontrada en una excavación de una escuela de escribas, la <<casa F>>, en Nippur, durante la campaña 1951–52. La escuela había estado operativa en la década de 1740  a.  C., en el reinado de Samsu-iluna.